# ヴォワロン
ヴォワロン （Voiron）は、フランス、オーヴェルニュ＝ローヌ＝アルプ地域圏、イゼール県のコミューン。
グルノーブルの北西25マイル、シャンベリーの南西42マイルの距離にある。

## 歴史

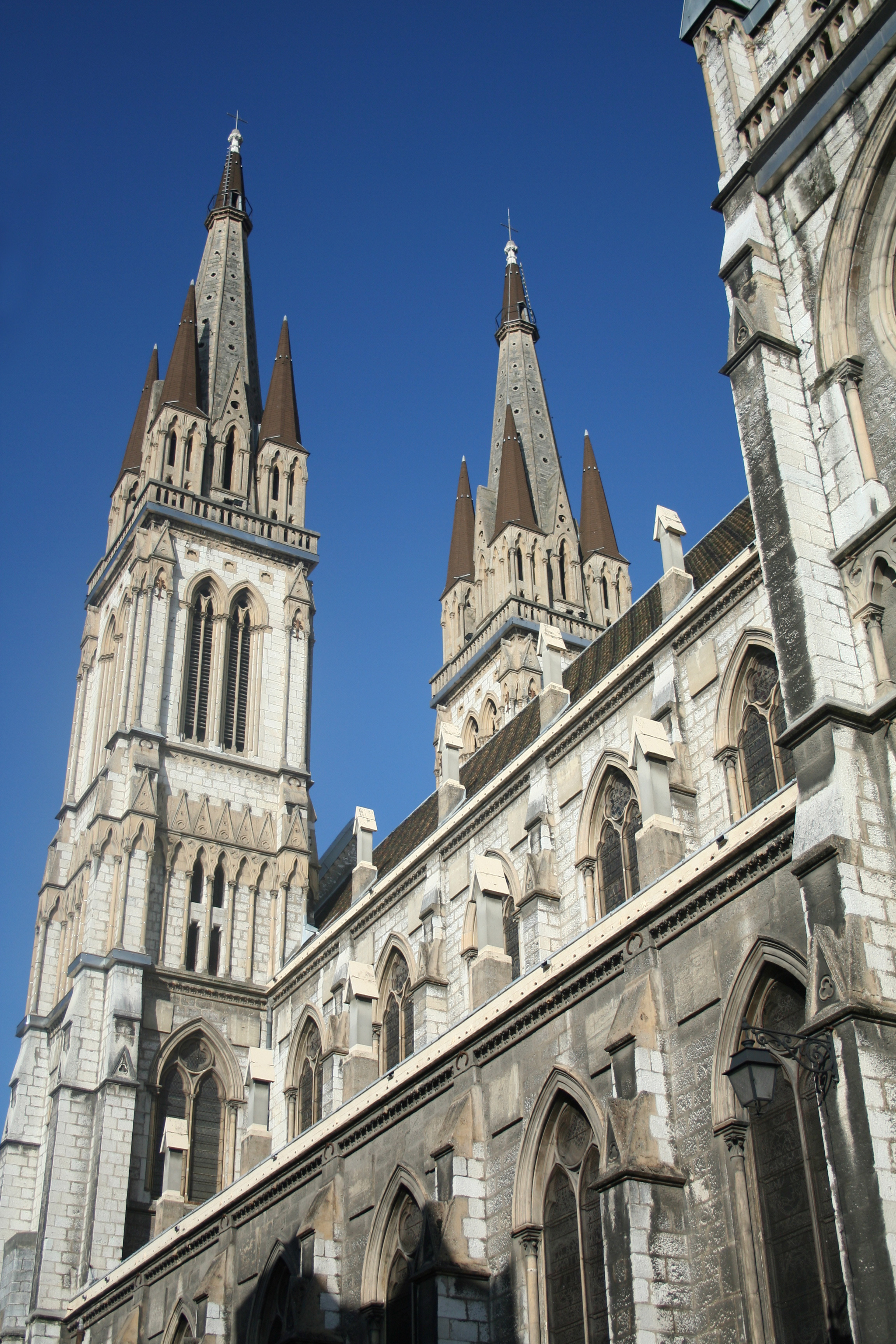
サン＝ブリュノ教会

古代、Salmorungumという名の小さな市場町があった。このSalmorungumは、ヴォワロン西方のバイパス工事中に発見された見事なローマ時代のヴィッラ遺跡によってその存在を知られるようになった。現在市の北部にあるフォーブール・セルモラン（Sermorens）はかつてのローマ都市をほうふつさせる名称である。そこには小さな、ローマの前哨基地であるオッピドゥムもあった。
中世のヴォワロンは小さな村であったが、ドーフィネ（1029年から1355年までサヴォイア領）と国境を接することから要所として商人たちを集め、ヴィエンヌやグルノーブルよりも商業的利益を得ていた。この時代からある痕跡はまちの中心部にわずかに残るだけである。バラル城はまちを支配しており、バラルの塔は城の一部であった。この地理的状況は、ヴォワロンがフランス王国に正式に併合されて終わっている。1355年のパリ条約に署名したフランス王ジャン2世は、条約の数年前にドーフィネを継承していた。サヴォイア伯アメデーオ6世は、ドーフィネとサヴォイア伯領の間にあるローヌ川とギエール川を境界とすることで恒久的な解決をした。よってヴォワロン住民はドーフィネ住民となった。
主要な道路網が不足していたため、この時点では地方はまだかなりの僻地であった。ヴォワロン住民はアサを栽培し、アサの余剰品から作られた製品は地元の市で売られた。商業は、サヴォイア伯が付与した税額控除によって急速に成長した。1355年にヴォワロンがドーフィネに併合されると、この商売に関わる者たちは利益を維持するため広範囲に取引をしなければならなくなった。1511年に、ルイ12世がアサ織物の生産量を増加させ貿易拡大を後押しする特権を承認するまでではなかった。1550年代、ヴォワロンのアサ織物業は多様化していた。『ド・ヴェニス』（de Venise）と呼ばれた高品質な織物の存在が知られている。この名称は当時織物の店が並んでいた、ヴェニス通りという、ヴォワロンで現在も見られる地名となっている。
1700年、シャルトルーズの首都は約1200人の人口を持ち、人口よりもさらに数百人の人々がアサ製造過程で働いていた。8年後、ヴォワロンでは1200人がアサ栽培に従事し2760人の織機があったと数えられた。世紀の初頭には、アサ栽培はヴォワロンの工場周辺で行われ、キャンバス地の織物には原産地を示すマークが付けられていた。まちは高い評判を得ていた。しかし、ルイ12世が与えた特権はフランス革命で失効してしまう。それでもキャンバス地の生産は止まることなく、軍の需要のためフランス第一帝政下でも評判を維持し続けた。19世紀は、ヴォワロンのキャンバス生地の黄金時代が衰退していく時代だった。それはリンネルと綿との競争のためであり、ヴォワロン産キャンバス地の主要顧客であった帆船が消滅したためであった。
入れ替わるようにして、ヴォワロン産絹織物の評判が欧州中で聞こえるようになった。安い女性労働者が多くの場合工場に集められ、彼女らはほとんどが薄給であったことがヴォワロンの利点であった。第一次世界大戦前夜、絹織物に従事する労働者はおよそ3000人であった。平行してモルジュ川の河岸に製紙工場ができ成長していった。川は小さなまちを横切り、多くの労働者が集まり、ここから新たな黄金時代が始まった。1876年には、野心的な首長の大胆さのおかげで、ゴシック様式のカテドラルであるサン＝ブリュノ教会が建立され、まちに宗教的な影響が与えられた。
その後の20世紀は、産業革命、織物と製紙の衰退、コミューン基幹産業の出現があった。アベル・ロシニョールによって1907年にロシニョールが設立されたのである。ヴォワロン住民全体での努力の後、イタリアからの移民が世紀初頭に到着した。ヴォワロンは15000人以上の人口を抱えるまでに成長した。
今日のヴォワロンは、1万人以上の雇用があり、ロシニョールやジョンソン・エンド・ジョンソンがなくなった後も新しい産業を持つ、県の経済と行政の中心地である。ヴォワロンは向かい合うグルノーブルとともに50万人の都市圏を維持している。

## 労働組合
パリやリヨンに次いで、ヴォワロンはキリスト教系労働組合活動の生誕地である。実際、1906年には繊維産業に関わる労働者たちが賃金カットを不服としてゼネラル・ストライキを起こしている。この暴力的ストライキと革命的サンディカリズムの回答は、グルノーブルのブルジョワ出身であるセシル・ポンスによって始められ、リヨンを含む社会主義的カトリック運動が途中で加わり、ヴォワロンの繊維産業労働者による自由労働組合、女性の労働組合が、教会の社会道徳に基づいて結成された。1936年、この労働組合は、イゼール県の男性の自由組合と統合した。

## 人口統計
| 1962年 | 1968年 | 1975年 | 1982年 | 1990年 | 1999年 | 2006年 | 2009年 |
| ------ | ------ | ------ | ------ | ------ | ------ | ------ | ------ |
| 14 437 | 17 587 | 19 420 | 18 911 | 18 686 | 19 794 | 20 672 | 20 206 |

参照元:EhessとINSEE

## 文化的遺産
- サン＝ブリュノ教会 - ネオゴシック様式
- サン＝ピエール教会
- バラルの塔
- ヴォワロンのシャルトルーズ修道院のカーヴ - シャルトルーズ会の修道士たちが運営するシャルトリューズのセラー。毎年15万人が訪れる[5]

## 姉妹都市
- バッサーノ・デル・グラッパ、イタリア
- ドロイトウィッチ・スパ、イギリス
- クライス・ヘルフォルト、ドイツ
- シベニク、クロアチア